# Ayurakitia
Ayurakitia är ett släkte av tvåvingar. Ayurakitia ingår i familjen stickmyggor.
Kladogram enligt Catalogue of Life:
| Ayurakitia | \| \| Ayurakitia griffithi \| \| \| \| \| \| Ayurakitia peytoni \| \| \| \| |
|            | \| \| Ayurakitia griffithi \| \| \| \| \| \| Ayurakitia peytoni \| \| \| \| |
|            | Ayurakitia griffithi                                                        |
|            |                                                                             |
|            | Ayurakitia peytoni                                                          |
|            |                                                                             |